# Музей на социалистическото изкуство
Музеят на социалистическото изкуство е музей в София, филиал на Националната галерия.
Това е първата музейна институция в България, предназначена да събира, опазва и представя образци на българското изкуство, създадени през периода 1944 – 1989 г., тематично свързани с епохата на социализма.
Музеят е открит на 19 септември 2011 г. с тържествена церемония, на която присъстват премиерът Бойко Борисов, вицепремиерите Цветан Цветанов и Симеон Дянков, министърът на регионалното развитие Лиляна Павлова, кметът на София Йорданка Фандъкова, депутати и други официални лица. Свещеникът Ангел Ангелов от православния храм „Света София“ отслужва празничен водосвет.

## Музеен комплекс
Музейният комплекс се състои от парк, изложбена зала и видеозала.
Паркът е с площ от 7500 m². В него са изложени 77 произведения на монументалната скулптура, предимно статуи и бюстове на известни български и съветски комунисти – Георги Димитров, Димитър Благоев, Васил Коларов, Владимир Ленин, Цвятко Радойнов и други социалистически деятели. Има и паметник на Тодор Живков. Останалите статуи са типични образци на социалистическия реализъм – партизани, червеноармейци, работници и кооператори.
Изложбената зала има площ от 550 m². В нея са представени 60 живописни творби и 25 произведения на кавалетната пластика.
Във видеозалата се прожектират документални филми от епохата на социализма в България. До нея има и магазин, в който се продават сувенири – автентични предмети от епохата и съвременни артефакти.

## Петолъчка от Партийния дом
Вдясно от входа в парка на музея е побита оригиналната червена петолъчка – символ на социализма и комунизма в Народна република България, която от 1954 до 1984 година се извисява над Партийния дом в центъра на София.
С решение № 648 от 25 юли 1984 г. Секретариатът на ЦК на БКП дава съгласие да се извърши проектиране и преустройство на петолъчната звезда на кулата на Партийния дом, по подобие на рубинената звезда на кулата на Кремъл в Москва. Реализацията започва с преписка до другаря Кручин от ЦК на КПСС. Покупката, доставката и монтажа на новата рубинена звезда са осъществени от българската външнотърговска организация Техноимпортекспорт.
Звезда № 2 е от синтетичен рубин. Според проектните оценки на съветските специалисти, рубинената звезда трябва да е с диаметър 3 метра, опорната ѝ част (шпилът) – 2 м, а тежестта да не е повече от 1200 кг. Звездата е произведена с диаметър 2,5 метра, защото условието е да бъде по-малка от съветската. Българският проектант е архитект проф. Иван Иванчев. Максималната дебелина в центъра е 700 мм. Във вътрешността трябва да има източник на светлина с мощност от 5000 вата, който да разпределя светлинния поток равномерно през всички фасети на рубина. Това става с обемен рефрактор от огледала. Отделните стъкълца са с размери 800 на 300 мм. Звездата е предвидена за експлоатация при температура на околната среда от -27,5 0С до +37,4 0С.
Златното покритие на рубинената звезда е направено в завод „Комуна“, Сопот, България. Оборудването е внесено от Съветския съюз. Ноу-хауто, производството, амбалажът, опаковката и съоръженията към звездата, поръчана в СССР, са изчислени на 573 246 преводни рубли. Още 14 643 рубли са заделени за допълнителни транспортни и монтажни разходи.

Звезда № 2 е свалена от Партийния дом с решение на 39-ия конгрес на Българската социалистическа партия. Асен Панайотов, който тогава е заместник-завеждащ на отдел „Финансово-стопански“ в БСП, си спомня: 
| „ | Свалихме я за 3 мин. към 9 ч. на 4 октомври 1990 г. Хеликоптер я отнесе в полето на Долни Богров. В 5 ч. на другата сутрин я натоварихме в ремаркето на военен камион и я върнахме в Партийния дом. Тя е с диаметър 2,5 м и се побираше само в гаража на Тодор Живков. За да мине през вратата, се наложи да спуснем гумите на камиона. Свалихме позлатените лайстни и ги предадохме с протокол в Българската народна банка. От тях са свалени около 2 кг златни люспи. Стъклото беше многослойно, техническо, никакъв рубин не е това. То също бе махнато. Арматурата остана в гаража. Вероятно е предадена за старо желязо. | “ |

## Други отдели и учреждения
Сградата на музея е нова и в нея се помещават няколко структури на Министерството на културата – Държавният фолклорен ансамбъл „Филип Кутев“, Националният институт за недвижимо културно наследство, „Реставрация“ ЕАД, Регионалният център за опазване на нематериалното културно наследство на Югоизточна Европа под егидата на ЮНЕСКО, депа на Националната художествена галерия.

## Обществено мнение
Много от статуите, бюстовете и барелефите са направени от мед, бронз и други сплави на ценни метали. Въпреки това те не са претопени, а грижовно съхранявани повече от 20 години – от Десетоноемврийския пленум до 2011 г., когато са събрани в музея. Освен тях в България и до днес стоят над 400 руски паметници, сред които има немалко съветски – Альоша, Паметникът на Съветската армия и други.

Десните политически партии в България остро реагират срещу създаването на музея. На 20 септември 2010 г. СДС излиза с декларация по повод откриването на музея, в която се казва: 
| „ | Недопустимо е чрез експонати, дарени от фондовете на ЦК на БКП да бъде правен опит за подмяна на историята. | “ |

## Галерия
- Паркът на Музея на социалистическото изкуство
- Пленен въстаник и Георги Димитров
- Ленин и кооператорки от ТКЗС
- Секул Крумов, „След боя - септември 1923“
- Будьоновец
- Димитър Благоев
- Васил Коларов
- Цвятко Радойнов
- Тодор Живков
- Електрозаварчик

### Цитирани издания
- Труфешев, Николай. Монументалните изкуства и архитектурата в България. Държавно издателство „Техника“, София, 1968
- Труфешев, Николай. Современное монументальное искусство Болгарии. Издателство „София-прес“, София, 1977
- Труфешев, Николай. Архитектурно-скулптурният паметник в България. Държавно издателство „Техника“, София, 1981
- Съвременно българско монументално изкуство 1956-1986, под редакцията на Христо Стефанов и Максимилиян Киров, Съст. Кристина Стефанова и кол.: Филип Зидаров, Цветана Филипова, Сашка Венева, Кремена Попова, Лиляна Българова. Комитет за Култура, ДО „Изобразително изкуство“, Държавно издателство „Д-р Петър Берон“, София, 1986 г.